# Gmina Postira

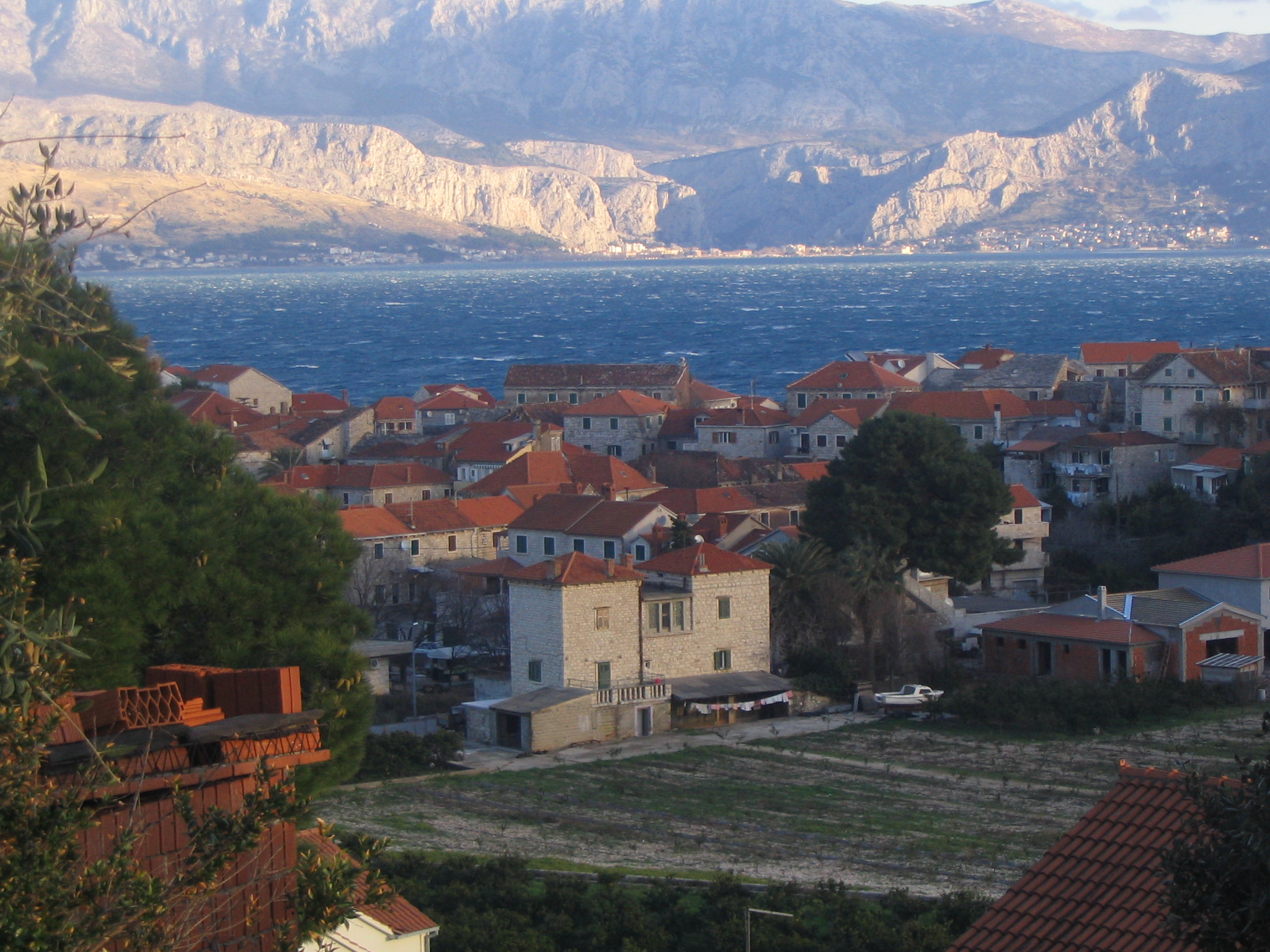
Postira

Gmina Postira (chorw. Općina Postira) – gmina w Chorwacji, w żupanii splicko-dalmatyńskiej. Gmina składa się z miejscowości: Dol i Postira.